# لیلی پالمر
لیلی پالمر (آلمانی: Lilli Palmer; ۲۴ مهٔ ۱۹۱۴ – ۲۷ ژانویهٔ ۱۹۸۶) هنرپیشه اهل آلمان بود.
از فیلم‌های او می‌توان به ماجرای مرموز و پرالتهاب و لوته در وایمار اشاره کرد.